# Ceriale
Ceriale (im Ligurischen: Çejâ) ist eine italienische Gemeinde mit 5345 Einwohnern (Stand 31. Dezember 2023) in der Region Ligurien. Die zu der Provinz Savona zugehörige Gemeinde liegt genau auf halber Strecke zwischen der Regionalhauptstadt Genua und der italienisch-französischen Grenze.

## Geographie

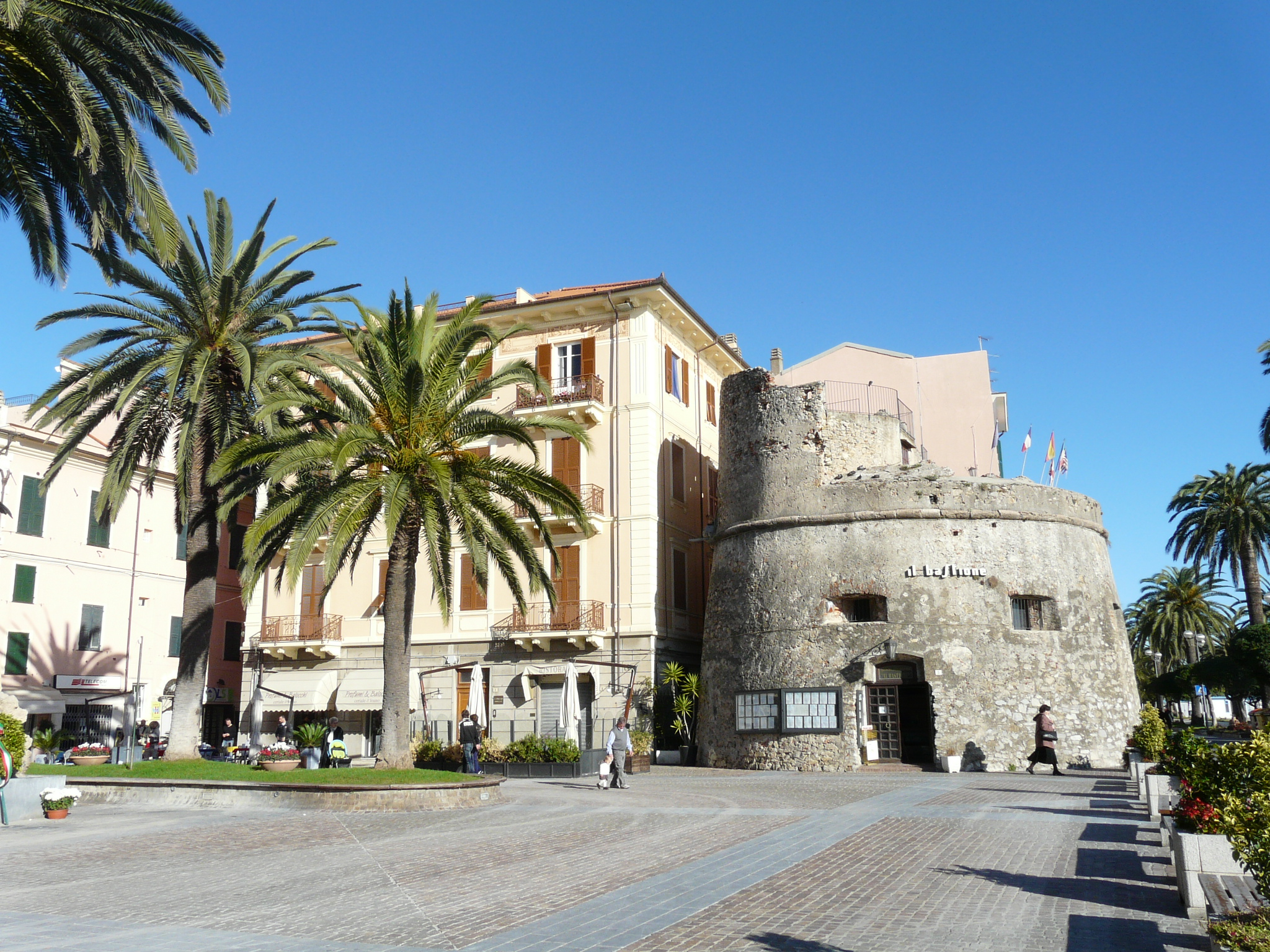
Alter Festungsturm in Ceriale

Ceriale liegt an der Riviera di Ponente, an den Hängen des Monte Croce (541 Meter Höhe). Die Gemeinde befindet sich am östlichen Rand der Ebene von Albenga und gehört mit seinem Territorium zu der Comunità Montana Ingauna. Von der Provinzhauptstadt Savona ist sie circa 34 Kilometer entfernt.
Nach der italienischen Klassifizierung bezüglich seismischer Aktivität wurde Ceriale der Zone 3 zugeordnet. Das bedeutet, dass sich die Gemeinde in einer seismisch wenig aktiven Zone befindet.

## Klima
Die Gemeinde wird unter Klimakategorie C klassifiziert, da die Gradtagzahl einen Wert von 1360 besitzt. Das heißt, die in Italien gesetzlich geregelte Heizperiode liegt zwischen dem 15. November und dem 31. März für jeweils zehn Stunden pro Tag.

## Persönlichkeiten
- Charles Hyacinth Valerga (1818–1864), katholischer Titularbischof und Apostolischer Vikar von Quilon, Indien.